# Opernturm
OpernTurm (chiamata anche Opera Tower) è un grattacielo di 43 piani alto 170 metri situato nel quartiere Westend-Süd di Francoforte sul Meno, in Germania. La struttura si trova di fronte Alte Oper, all'angolo tra Bockenheimer Landstraße e Bockenheimer Anlage. L'edificio è stato progettato da Christoph Mäckler. Il costruttore del progetto era Tishman Speyer, una società statunitense che in precedenza aveva costruito il Sony Center a Berlino e il Messeturm a Francoforte.